# Canon Cat
El Canon Cat fue un ordenador personal diseñado por Jef Raskin y comercializado por Canon Inc. en 1987 con un precio inicial de $1495. Estaba orientado al mercado de los procesadores de textos.

## Datos Técnicos
- CPU Motorola 68000 a 5 MHz
- Memoria ROM 256 Kilobytes conteniendo el sistema operativo del Cat, los programas estándar de oficina, programa de comunicaciones, corrector ortográfico con 90.000 palabras, y utilidades para programar en FORTH y lenguaje ensamblador.
- Memoria RAM 256 Kilobytes. Carece de memoria dedicada de vídeo.
- Caja Grande, con un monitor de 9 pulgadas monocromo integrado y a su derecha la unidad de disquete de 3.5 pulgadas. Formando pedestal inclinado con el monitor, teclado compatible IBM Selectric. En la parte trasera, puerto paralelo DB-25 de impresora, puerto serie RS-232 DB-25 y dos RJ-11 del módem integrado (compatible con el conjunto de comandos Hayes, 75/1200 baudios). Pesa unas 17 libras (7,7 Kilogramos).
- Teclado Compatible IBM Selectric QWERTY de 59 teclas, con dos teclas USE FRONT a cada lado de la barra espaciadora y dos LEAP en color rojo bajo ella
- Pantalla integrada monocroma de 9 pulgadas. La interfaz es en modo texto, aunque dispone de rutinas gráficas.
- Impresora Le acompaña de serie una impresora de texto con carcasa similar al Cat.
- Soporte unidad de disquete integrada de 3,5 pulgadas y simple cara, con una capacidad formateada de 256 Kilobytes (exactamente la memoria del Cat)

## Historia
El Canon Cat fue diseñado por Jef Raskin, inicialmente bajo el nombre de Swyft y en su compañía (Information Appliance Inc.). La inviabilidad de ésta hace que Canon compre el proyecto, y se lanza con un público objetivo de secretarias y similares, entre los que es bien recibido por su precio (1.495 $) y prestaciones (integra tratamiento de textos y comunicaciones en ROM). Pero es cancelado seis meses después del lanzamiento con 20 000 unidades vendidas. Se citan varias posibles causas[cita requerida].:
1. En la primera es que Canon decidió cesar en la producción del Cat puesto que su auge había hecho disminuir notablemente la venta de máquinas de escribir y de computadoras, lo que provocó que hubiera tensiones con las empresas de este sector hasta el punto en el que Jeff recibe llamadas amenazantes.
2. En la segunda, Canon estaba muy interesada en financiar el NeXT de Steve Jobs, pero Jobs exige para ello la retirada del Cat (Canon acaba con el 16,5% de NeXT).

## Descripción
Con este sistema, Jef trata de implementar un nuevo avance en la interfaz humana del mismo modo que el Apple Macintosh lo supuso sobre la línea de comandos. 
Todo la interfaz es un procesador de texto, que simula una hoja en blanco en una máquina de escribir. 
A las funciones se accede mediante unas teclas especiales, llamadas Use Front, rotuladas en azul y situadas a ambos lados de la barra espaciadora. Por ej., con la L accede al Disco, la J a la Impresora, y la N a la ayuda (una especie de hipertexto en modo texto muy bueno). 
La tecla Setup permite configurar varios parámetros del sistema y la Undo invalidar la última acción.
La memoria del Cat puede almacenar unas 160 Kilobytes de texto (unas 80 páginas). Cuando de salva a disco se salva la memoria entera del Cat (incluso los 8 Kilobytes de RAM baterizada que almacenan un diccionario personal) y la pantalla, y cuando se lee, se restaura esa copia, lo que permite llevarse en un disco todo el trabajo a otro Cat.  
Dos teclas situadas bajo la barra espaciadora y llamadas LEAP se encargan de marcar el texto para las búsquedas (incluso más rápido que con un ratón), navegar por el texto. 
Si lo que se escribe es un programa en FORTH o en ASM 68000, con pulsar una tecla se ejecuta el programa (todo el sistema está escrito en FORTH y ASM, al ser el lenguaje preferido de Jef por su facilidad de implementación).
En fotos de un prototipo de Swyft se puede apreciar cambios en el diseño. Por ejemplo, se sustituye un conector de cable plano por los puertos serie y centronics, se quita el asa en la parte delantera.

## Estado legal
Jeff retiene las patentes tanto del Cat como de sus técnicas (por ej, el método de vuelco a disco de toda la RAM y la restauración) y la ha licenciado a terceras partes. Asimismo lanzó una tarjeta para Apple IIe llamada SwyftCard que incluye parte de las prestaciones del Cat con su soporte FORTH.